# Ernst Ammer
Ernst Ammer (* 11. April 1877 in Reutlingen; † 6. Januar 1963) war ein deutscher Unternehmer. Er gilt als einer der großen Köpfe der Lederindustrie.

## Leben
Er war der Sohn von Ernst Ammer aus Reutlingen und dessen Ehefrau Susanne geborene Gund aus Avignon. Nach dem Besuch der Oberrealschule in Reutlingen schloss Ernst Ammer eine dreijährige kaufmännische Lehre ab. Danach war er zunächst in der französischsprachigen Schweiz und im Anschluss im Ausland tätig. Im Anschluss trat er in das 1876 gegründete väterliche Geschäft als Lederfabrikant ein. Er wurde Senator der Kaiser-Wilhelm-Gesellschaft zur Förderung der Wissenschaften, Leiter der Wirtschaftsgruppe Lederindustrie und der Fachgruppe ledererzeugende Industrie. Ferner wurde er zum Vizepräsidenten der württembergischen Handelskammer in Reutlingen ernannt.
Im März 1938 wurde er vom Stürmer. Deutsches Wochenblatt zum Kampfe um die Wahrheit in der Öffentlichkeit angeklagt, dass er noch immer einen Juden mit der juristischen Vertretung seiner Firma beauftragt habe.
Im Januar 1942 übergab Ernst Ammer die Leitung der Wirtschaftsgruppe an Ludwig Cornelius von Heyl aus Worms. Nach dem Zweiten Weltkrieg wirkte er im Vorstand des Zentralvereins der deutschen Lederindustrie.
Sein Sohn, Herbert Ammer, war von 1954 bis 1963 Vorsitzender der Westdeutschen Gerberschule.
Das Areal der ehemaligen Lederfabrik Ernst Ammer an der Albstraße in Reutlingen steht heute unter Denkmalschutz und wurde saniert.

## Ehrungen
Im Mai 1952 erhielt Ernst Ammer das Bundesverdienstkreuz 1. Klasse.

## Familie
Ernst Ammer war mit der Tochter des Geheimen Kommerzienrates Dr. Jakob Kienzle verheiratet, Marie Ammer geb. Kienzle wurde 1883 geboren. Aus dieser Ehe gingen eine Tochter und zwei Söhne hervor.
Sein Sohn, Herbert Ammer, war der erste Präsident des Württembergischen Landessportbunds e.V.